# Jean Rostand

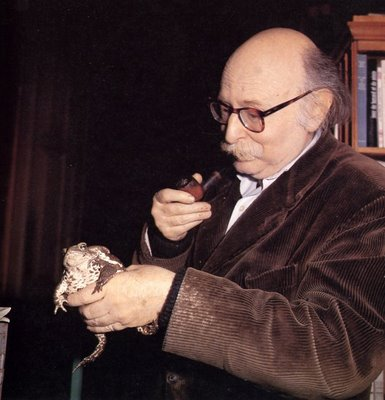
Jean Rostand

Jean Edmond Cyrus Rostand (Parijs, 30 oktober 1894 - Ville-d'Avray, 4 september 1977) was een Frans bioloog, essayist, moraalfilosoof en wetenschapshistoricus. Hij was lid van de Académie française.

## Levensloop

### Afkomst en opleiding
Rostand was de zoon van toneelschrijver Edmond Rostand en van dichteres Rosemonde Gérard. Hij was een broer van de dichter Maurice Rostand. Zijn jeugd bracht hij door in Cambo-les-Bains in het Franse deel van het Baskenland. Op 10-jarige leeftijd raakte hij gefascineerd door de wetenschap na het lezen van Souvenirs entomologiques van de entomoloog Jean-Henri Fabre.
Aan de Universiteit van Parijs studeerde Rostand filosofie, fysiologie, biochemie en mineralogie. Ondertussen had hij met behulp van zijn vader zijn eigen laboratorium geïnstalleerd in Cambo-les-Bains. Rostand bleef in dienst van de Parijse universiteit en vestigde zich in 1922 in Ville-d'Avray, niet ver van de Franse hoofdstad .

### Als bioloog
Rostand hield zich voornamelijk bezig met populairwetenschappelijk onderzoek. In 1936 installeerde hij in zijn woonplaats zijn eigen onafhankelijk laboratorium zodat hij zich ver kon houden van de universitaire structuren die hij te dwangmatig vond. Hij interesseerde zich voor de oorsprong van het leven en bestudeerde de biologie van de amfibieën (en vooral de kikkers), de parthenogenese, de invloed van de koude op de voortplanting (dit onderzoek vormde de basis voor de onderzoeken van Robert Ettinger, de vader van het cryonisme) en de erfelijkheid (waarbij hij als een van de weinigen in Europa tot in 1967 axolotls gebruikte).
Naar aanleiding van de speciale tentoonstelling Arts et Techniques dans la Vie moderne die tussen mei en november 1937 zou plaatsvinden, richtten Jean Perrin (afdeling natuurkunde) en Rostand (afdeling biologie) eind 1936 het Palais de la Découverte op, een museum en centrum voor de populaire wetenschap in de linkervleugel van het Grand Palais in Parijs.
Rostand spande zich in om de biologie te vulgariseren naar een groot publiek toe. Hij kreeg hiervoor in 1959 de Prix Kalinga van de Verenigde Naties.

### Als filosoof en activist
Naast zijn wetenschappelijk onderzoek was Rostand ook gekend als moraalfilosoof en activist. Hij publiceerde verscheidene filosofische essays en verdeelde zijn tijd tussen zijn onderzoekswerk en zijn zeer omvangrijke literaire en wetenschappelijke publicaties. Hij vond het zijn plicht om de publieke opinie te waarschuwen voor de ernst van sommige menselijke problemen.
Rostand ondersteunde een vorm van eugenetica en bevestigde de reeds eerder geponeerde stelling van Alexis Carrel dat menselijke sterilisatie zou kunnen leiden tot bepaalde vormen van psychische aandoeningen. Als activist was hij tegen de kernwapens en als vrijdenker was hij voor abortus.

### Académie française
In 1959 werd Rostand, na een eerdere poging het jaar voordien, verkozen tot lid van de Académie française in navolging van zijn vader die van 1901 tot aan zijn dood in 1918 eveneens lid was van de academie.

## Werk

### Literair werk
- Le Retour des pauvres, Parijs, 1919 (onder het pseudoniem Jean Sokori)
- La Loi des riches, Parijs, 1920
- Pendant qu'on souffre encore, Parijs, 1921
- Ignace ou l'écrivain, Parijs, 1923
- Deux Angoisses : la mort, l'amour, Parijs, 1924
- De la vanité et de quelques autres sujets, Parijs, 1925
- Les Familiotes et autres essais de mystique bourgeoise, Parijs, 1925
- De l'amour des idées, Parijs, 1926
- Le Mariage, Parijs, 1927
- Valère ou l'exaspéré, Parijs, 1927
- Julien ou une conscience, Parijs, 1928
- Journal d'un caractère, Parijs, 1931
- Pensées d'un biologiste, Parijs, 1939
- Nouvelles pensées d'un biologiste, Parijs, 1947
- Carnet d'un biologiste, Parijs, 1959
- Inquiétudes d'un biologiste, Parijs, 1967
- Le Courrier d'un biologiste, Parijs, 1970

### Wetenschappelijk werk
- Les Chromosomes, artisans de l'hérédité et du sexe, Parijs, 1928
- La Formation de l'être. Histoire des idées sur la génération, Parijs, 1930
- De la mouche à l'homme, Parijs, 1930
- L'état présent du transformisme, Parijs, 1931
- L'Évolution des espèces. Histoire des idées transformistes, Parijs, 1932
- L'Aventure humaine, Parijs, 3 delen, 1933-1935
- La Vie des crapauds, Parijs, 1933
- Les Problèmes de l'hérédité et du sexe, Parijs, 1933
- Les Sciences. Les sciences mathématiques, les sciences biologiques, les sciences physico-chimiques, Parijs, 1933 (in samenwerking met Augustin Boutaric en Pierre Sergescu)
- La Vie des libellules, Parijs, 1935
- Insectes, Parijs, 1936
- Introduction à la génétique, Parijs, 1936 (in samenwerking met Lucien Cuénot)
- La Nouvelle Biologie, Parijs, 1937
- La Parthénogenèse des vertébrés, Parijs, 1938
- Claude Bernard, Parijs, 1938
- Biologie et Médecine, Parijs, 1939
- La Vie et ses problèmes, Parijs, 1939
- Science et Génération, Parijs, 1940
- L'homme. Introduction à l'étude de la biologie humaine, Parijs, 1941
- Les Idées nouvelles de la génétique, Parijs, 1941
- L'Homme, maître de la vie, Parijs, 1941
- Hommes de vérité. Tome 1: Pasteur, Bernard, Fontenelle, La Rochefoucauld, Parijs, 1942
- La Genèse de la vie. Histoire des idées sur la génération spontanée, Parijs, 1943
- L'Avenir de la biologie, Parijs, 1943
- La Vie des vers à soie, Parijs, 1944
- Esquisse d'une histoire de la biologie, Parijs, 1945
- L'Avenir de la biologie, Parijs, 1946
- Qu'est-ce qu'un enfant ?, Alençon, 1946
- Charles Darwin, Parijs, 1947
- Hommes de vérité. Tome 2: Lamarck, Davaine, Mendel, Fabre, Barbellion, Parijs, 1948
- L'Homme devant la biologie, Parijs, 1949
- La Parthénogenèse, reproduction virginale chez les animaux, Parijs, 1949
- La Parthénogenèse animale, Parijs, 1949
- La Biologie et l'avenir humain, Parijs, 1950
- Les Grands courants de la biologie, Parijs, 1951
- Les Origines de la biologie expérimentale et l'abbé Spallanzani, Parijs, 1951
- La Génétique des Batraciens, Parijs, 1951
- L'Hérédité humaine, Parijs, 1952
- Pages d'un moraliste, Parijs, 1952
- Ce que nous apprennent les crapauds et les grenouilles, Parijs, 1953
- Ce que je crois, Parijs, 1953
- Instruire sur l'homme, Nice, 1953
- La Vie, cette aventure. Entretiens avec Paul Bodin, Parijs, 1953
- Notes d'un biologiste, Parijs, 1954
- Les Crapauds, les grenouilles et quelques problèmes biologiques, Parijs, 1955
- Le Problème biologique de l'individu, Parijs, 1955
- L'Atomisme en biologie, Parijs, 1956
- Peut-on modifier l'homme ?, Parijs, 1956
- L'Homme de l'an 2000, Parijs, 1956
- Science fausse et fausses sciences, Parijs, 1958
- Aux sources de la biologie, Parijs, 1958
- Bestiaire d'amour, Parijs, 1958
- Anomalies des Amphibiens anoures, Parijs, 1958
- Carnet d'un biologiste, Parijs, 1959
- Les Origines de la biologie expérimentale, Parijs, 1959
- Espoir et Inquiétudes de l'homme, Parijs, 1959
- Discours de réception de Jean Rostand à l'Académie française et Réponse de Jules Romains, Parijs, 1959
- L'Évolution, Parijs, 1960
- La Biologie et les Problèmes humains, Parijs, 1960
- La Biologie inventrice, Parijs, 1961
- Aux Frontières du surhumain, Parijs, 1962
- La Vie, Parijs, 1962 (met Andrée Tétry)
- Le Droit d'être naturaliste, Parijs, 1963
- Biologie et Humanisme, Parijs, 1964
- Hommes d'autrefois et d'aujourd'hui, Parijs, 1966
- Maternité et Biologie, Parijs, 1966
- Inquiétudes d'un biologiste, Parijs, 1967
- Le Courrier d'un biologiste, Parijs, 1970
- Quelques discours (1964-1970), Parijs, 1970
- Les Étangs à monstres. Histoire d'une recherche (1947-1970), Parijs, 1971
- L'Homme. Initiation à la biologie, Parijs, 1972 (met Andrée Tétry)
- Entretiens avec Eric Laurent, Parijs, 1975